# MG GT
El MG GT (conocido como MG 5 en Tailandia), es un automóvil de turismo del segmento C producido por MG Motor.
Fue lanzado en China el 1 de noviembre de 2012, como una alternativa ligeramente más pequeña del MG 6.
La potencia es proporcionada por dos motores diferentes: un motor de gasolina de 1.5 litros que produce 105 CV, y un motor de gasolina turboalimentado de 1.5 litros que produce 130 CV.
Actualmente es fabricado en la ciudad China de Nankín.

## Seguridad
- C-NCAP 2018: 5/5 estrellas[2]